# ヤン3世 (オシフィエンチム公)
ヤン3世（Jan III oświęcimski、1366年 - 1405年8月19日）は、オシフィエンチム公（在位：1376年 - 1405年）。ヤン2世の一人息子、母はブジェク公ルドヴィク1世の娘ヤドヴィガ。以前は父ヤン2世と同一人物と考えられており、ヤン3世個人に関する史料の発見によってその実在が確証された。

## 生涯
ヤン3世の治世についてはよく知られていない。おそらく祖父のヤン1世スホラスティク同様、当初は教会に入る予定だったためと思われる。この事実は1379年の史料で裏付けられており、そこではヤン3世をクラクフのスコラ学者と呼んでいる（但し祖父との混同の可能性あり）。ヤン3世が聖職者の道を歩んだことは、1372年に父ヤン2世が、自分の死後はオシフィエンチム公国を祖父の従弟に当たるチェシン公プシェミスワフ1世ノシャクに譲るという約定を結んだことからも推察できる。
しかし、ヤン2世の死後に公国を相続したのはヤン3世だった（プシェミスワフ1世の監督下でという条件付きの公国継承）。チェシン公がオシフィエンチム公国を支配していた事実は、1377年にオシフィエンチム公国継承に関して、ヤン3世が出した承認文書が立証している。プシェミスワフ1世に服従させられつつも、ヤン3世は公国の独立を獲得しようと試みた。1394年にはリトアニアのアルギルダス大公の娘の1人で、ポーランド王ヴワディスワフ2世ヤギェウォの妹にあたるヤドヴィガ（1400年5月13日以後に没）と結婚した。この縁組を通じて、ヤン3世は親族のヴワディスワフ・オポルチクとポーランド王国との関係を改善出来る立場に立った。
1397年、ヤン3世は他のシレジア諸公及びヴロツワフ司教と共に、レグニツァにおいてポーランド王との協定に署名した。この協定は、強盗罪について共通の法的対応をとることを定めたものだった。1399年には、ポーランド王ヴワディスワフ2世に対して、オポーレ公家出身の司教ヤン・クロピドウォへの怒りを解くよう説得を試みている。
国内政策においては、ヤン3世は都市（ケンティやザトルへの都市特権の付与など）及び教会（特に父祖代々が贔屓にしてきたドミニコ会）の発展を促進、支援し続けた。
ヤン3世が最後に史料に登場するのは1402年だが、歴史家達はその3年後まで生きていたと結論づけている。遺体はオシフィエンチムのドミニコ会教会に埋葬された。子供を残さずに死んだため、オシフィエンチム公国はプシェミスワフ1世の同名の長男プシェミスワフが相続した。
| 先代 ヤン2世 | オシフィエンチム公 1376年 - 1405年 | 次代 プシェミスワフ |